# Bianca A. Santos
Bianca Alexa Santos (26 de julio de 1990) es una actriz estadounidense de origen cubano y brasileño. Es conocida por su papel como Lexi Rivera en la serie The Fosters y por su papel como Lucy Vélez en Happyland.

## Primeros años
Nació en Santa Mónica, California. Es de ascendencia cubana y brasileña; habla castellano y portugués.

## Carrera
En mayo de 2013, se anunció que Santos se uniría al elenco de The Fosters. Participó en el elenco de The Duff. Estuvo en la película Ouija.

## Filmografía

### Películas
Película invitación a un asesinato.  Prime Video.
| Películas | Películas                | Películas      | Películas              |
| Año       | Título                   | Personaje      | Notas                  |
| --------- | ------------------------ | -------------- | ---------------------- |
| 2013      | Brodowski & Company      | Anna           | Película de televisión |
| 2013      | Bitter Strippers         | Nellie         | Cortometraje           |
| 2013      | Channing                 | Cindy          | Película de televisión |
| 2014      | Ouija                    | Isabelle       | Papel secundario       |
| 2015      | The Duff                 | Casey          | Papel principal        |
| 2015      | Dream Americano          | Ermenegilda    | Película de televisión |
| 2016      | Little Dead Rotting Hood | Samantha       | Papel principal        |
| 2016      | Beauty of Dirt           | Angel          | Cortometraje           |
| 2016      | Priceless                | Antonia        | Papel principal        |
| 2016      | Wild for the Night       | Olivia         | Papel principal        |
| 2016      | The Golden Year          | Amber          | Cortometraje           |
| 2017      | The Suitcase             | Kelly Baralles | Cortometraje           |
| 2017      | SPF-18                   | Camilla Barnes | Papel principal        |
| 2017      | Avenge the Crows         | Inez           | Papel principal        |
| 2017      | The Best People          | Bianca         | Papel secundario       |
| 2017      | Happily Never After      | Victoria       | Película de televisión |

### Series de televisión
| Series de televisión | Series de televisión | Series de televisión | Series de televisión      |
| Año                  | Título               | Personaje            | Notas                     |
| -------------------- | -------------------- | -------------------- | ------------------------- |
| 2013 - 2016          | The Fosters          | Lexi Riveras         | 15 episodios              |
| 2014                 | Happyland            | Lucy Velez           | 8 episodios               |
| 2016                 | Keeping It 100       | Bobbi                | 2 episodios               |
| 2019                 | Legacies             | Maya Machado         | 3 episodios (temporada 2) |